# La guerra del cerdo
La guerra del cerdo és una pel·lícula argentina dramàtica-fantàstica dirigida per Leopoldo Torre Nilsson sobre el seu propi guió escrit en col·laboració amb Beatriz Guido i Luis Pico Estrada. Està basada en la novel·la Diario de la guerra del cerdo d'Adolfo Bioy Casares. És protagonitzada per José Slavin, Marta González, Edgardo Suárez, Víctor Laplace i Emilio Alfaro. Es va estrenar el 7 d'agost de 1975. Durant la pel·lícula es veuen fragments del curtmetratge El grito postrero (1960), de Dino Minitti.

## Sinopsi
En una realitat alternativa, un home, Isidro Vidal, que està entrant en la vellesa enfronta una societat en la qual els joves eliminen als vells.

## Repartiment
- José Slavin …Isidro Vidal
- Marta González …Nélida
- Edgardo Suárez … Antonio Bobliolo
- Víctor Laplace … Isidorito Vidal
- Emilio Alfaro … Farrell
- Osvaldo Terranova … Leandro Rey
- Miguel Ligero…	Jimmy Neuman
- Luis Politti
- Zelmar Gueñol
- María José Demare
- Héctor Tealdi
- Adriana Parets
- Raquel María Álvarez
- Walter Soubrié
- Marta Cipriano
- Fernando Tacholas Iglesias
- Luis Cordara
- Cristina Aramburu
- Matilde Mur
- Augusto Larreta
- Juan Carlos Gianuzzi
- Alberto Salgado
- Inés Murray
- Marcelo Alfaro
- Julio César Acera
- Franco Balestrieri
- Alberto Fernández de Rosa
- Cecilia Cenci

## Crítica
Edmundo Eichelbaum va opinar a El Cronista Comercial:
| « | ”No hi ha…defectes de filmació ni d'armat del film. Els errors provenen tots d'una adaptació cautelós però privada de subtileses que eren indispensables.” | » |

Agustín Mahieu va escriure a La Opinión:
| « | ”Un film desigual, que conserva aspectes essencials del text, però els redueix a les seves fites més concretes i anecdòtics…S'adverteix…una certa falta d'invenció visual i estilística. Gairebé tot el relat tradueix una correcció professional, però estranyament despullada d'audàcia.” | » |